# Nikita Kurichin
Nikita Kurichin (Mosca, 1º dicembre 1922 – 6 luglio 1968) è stato un regista sovietico.
Il suo debutto come regista è a 36 anni, quando dirige nel 1958 insieme a Teodor Vulfovich The Last Inch (Posledniy Dyuym), che fu il più grande successo tra tutti e quattro i suoi film diretti in carriera. Nel 1964 dirige in coppia con Leonid Menaker Zhavoronok, il quale è il suo più famoso film, essendo stato scelto per concorrere al Festival di Cannes nel 1965. Due anni più tardi dirige il suo ultimo film ancora accanto a Leonid Menaker, Don't Forget... Lugovaya Station (Ne Zabud... Stantsiya Lugovaya). Su quattro film ne diresse solo uno da solo. Due anni dopo morì.

## Filmografia
Regista
- Poslednij djujm (1958) - insieme a Teodor Vulfovich.
- Bar'er neizvestnosti (1961)
- Žavoronok (1964) - insieme a Leonid Menaker.
- Ne zabud'... stantsija Lugovaja (1966) - insieme a Leonid Menaker.